# Konstantinos Plevris
Konstantinos Plevris (Atene, 5 dicembre 1939) è un politico greco, avvocato della Corte Suprema ed esponente dell’estrema destra.

## Biografia
È un avvocato greco della giurisprudenza della Corte suprema greca e di estrema destra autore e intellettuale, specializzato in sociologia e tecnica della propaganda. 
Figlio di un lattaio, si laureò in scienze politiche all'Università di Atene ed in giurisprudenza all'Università di Salonicco. Scrittore prolifico, nel corso dei decenni ha scritto un certo numero di libri e altri testi relativi alla storia greca, la cultura greca, la sociologia e politica, tra i quali vanno ricordati "Dittatura e Libertà", "Il Mito", "Contraddizione Marxista", "Russia 1917", "Leninismo". Di un certo peso e attualità ancora oggi per i suoi contenuti critici, nonché pubblicato poco prima della cosiddetta Rivoluzione dei Colonnelli (1967), è "L'Antidemocratico", tradotto in italiano nel 1970 dalle Edizioni "Il Borghese", con prefazione di Mario Tedeschi. Altri saggi da ricordare sono "Teoria del nazionalismo", "Propaganda politica" e "Metacomunismo".
È stato fondatore e leader dei due partiti nazionalisti, il Partito del 4 Agosto e Prima Linea. Ha anche collaborato (in base alle interviste che ha dato a varie pubblicazioni, tra cui la rivista italiana L'Europeo nel 1976) con vari gruppi neofascisti (tra cui Ordine Nuovo), e figure come Pino Rauti, Pino Romualdi, Giorgio Almirante. Secondo le sue stesse dichiarazioni, era stato un collaboratore di vari servizi segreti, tra cui la CIA. In seguito aderì per breve tempo della destra populista del Partito Popolare Ortodosso, come candidato leader alle elezioni del 2004. Conduce lo show televisivo settimanale "Edo Ellas" (Εδώ Ελλάς in greco) su EXTRA-3 canali, ed è stato il conduttore di "Istorikes Mnimes" (Ιστορικές Μνήμες) su TeleAsty, il canale TV Karatzaferis. Suo figlio è Thanos Plevris, membro del parlamento greco con il Raggruppamento Popolare Ortodosso. Nel dicembre 2007, Plevris è stato inizialmente riconosciuto colpevole di incitamento all'odio razziale da un tribunale greco basato su brani e citazioni nel suo libro "Gli ebrei: tutta la verità". Plevris ha fatto appello contro la sentenza della Corte e il 27 marzo 2009 la Corte d'Appello ha annullato la sentenza di incitamento all'odio razziale con 4 voti a favore e 1 contrario. 
Scriveva Mario Tedeschi nella breve prefazione a "L'Antidemocratico", tradotto in italiano: "... Da tempo la stampa di sinistra italiana, in tutte le diverse sfumature, insiste nell'indicare Costas Plevris come un personaggio a metà strada fra lo 007 e il killer, al quale il regime di Atene avrebbe dato l'incarico di attuare in Italia piani tanto misteriosi quanto nefandi. Inoltre, nei fantasiosi racconti dei giornalisti e dei politicanti della sinistra italiana il nome di Plevris è stato in varie occasioni accostato a quello de "Il Borghese". In poche parole il sottoscritto e i suoi collaboratori sarebbero i "complici" di Plevris in Italia." E ancora: "... i lettori non troveranno, come potrebbero credere dopo quanto ha scritto la stampa italiana comunista e socialista, la teorizzazione dell'assassinio politico: questa teoria Plevris la lascia al nostro "democratico" e "umanitarissimo" Mazzini. Il saggio contiene invece una critica implacabile alla democrazia e al comunismo, una affermazione dei valori nazionali, una presa di posizione drastica contro il capitalismo non-produttore." Aggiunge laconicamente: "... L'Italia vive nel Mediterraneo, ottusamente chiusa a tutto quanto le accade intorno. Il conformismo e il controllo politico sulla televisione, sono più efficaci d'ogni censura. Gli italiani non sanno perché gli Jugoslavi odiano Breznev e invocano il presidente degli Stati Uniti; non sanno perché gli Spagnoli e Portoghesi non si ribellano contro i loro regimi; non sanno perché i Greci sono, nella stragrande maggioranza, a favore dei Colonnelli. La mitologia democratica è una droga che avvelena la nostra opinione pubblica e le impedisce di capire dove va il mondo."